# Cynoglossus abbreviatus
Cynoglossus abbreviatus és un peix teleosti de la família dels cinoglòssids i de l'ordre dels pleuronectiformes que viu a les costes de Hong Kong, Canton, Taiwan, Shanghai, Corea, Japó i Indonèsia.